# Historisch Museum van de Palts

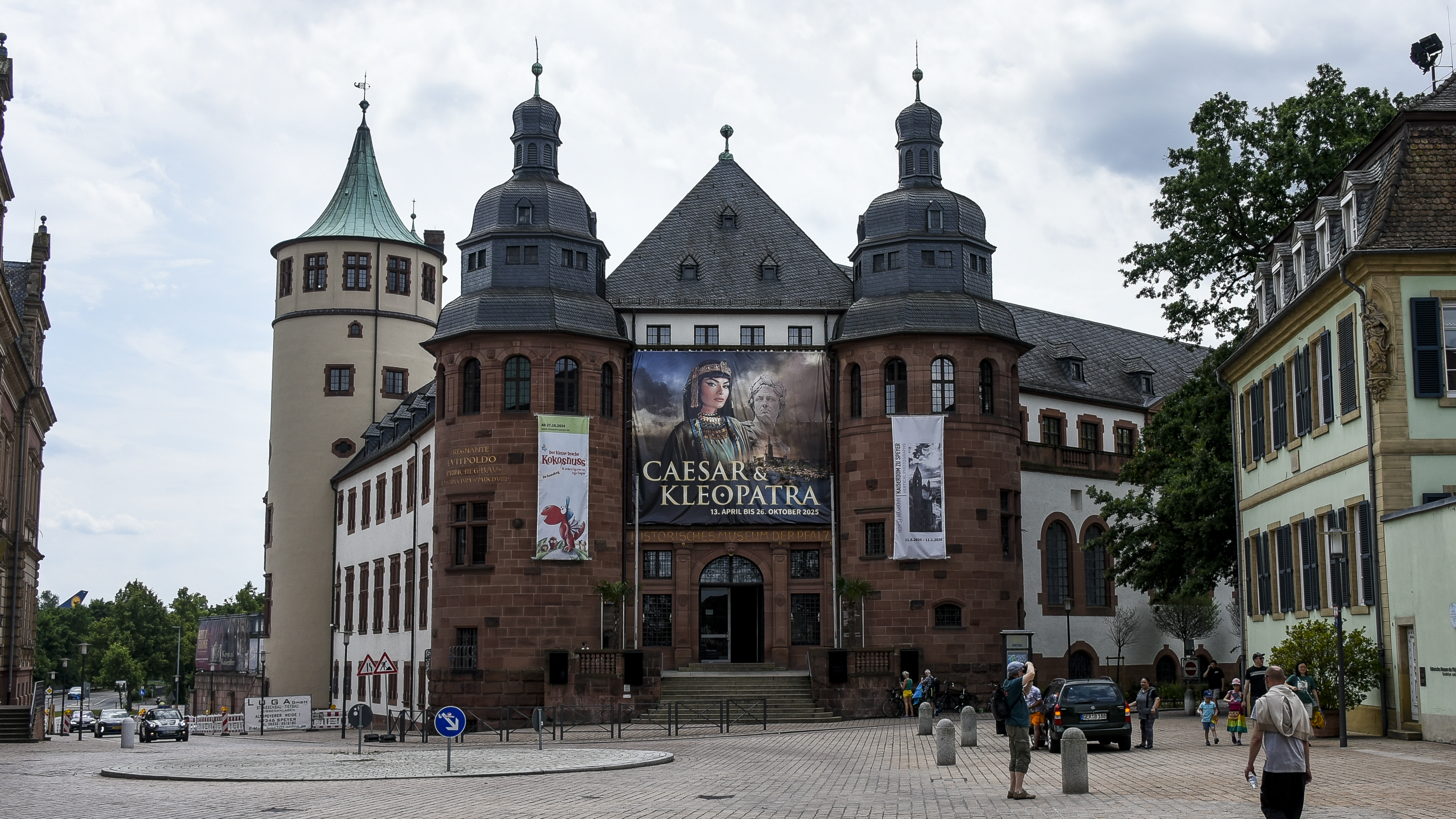
Het Historisch Museum van de Palts

Het Historisch Museum van de Palts is een museum in de Duitse stad Speyer. Het museum werd in 1869 gesticht en uitgebreid in 1911. In 1990 volgde een nieuwe uitbreiding. Het belicht de culturele geschiedenis van de Palts en herbergt onder meer de kunstschatten uit de Dom van Speyer.

## Collecties
Voorwerpen die deel uitmaakten van de kunstschatten uit de dom van Speyer werden in de 20e eeuw herontdekt. Het zijn grafkronen en andere objecten die toebehoorden aan de keizers van de Salische dynastie en andere keizers van het Heilige Roomse Rijk, koningen en bisschoppen.
Het museum bezit meerdere honderduizende voorwerpen vanaf de prehistorie tot de huidige tijd. De verzameling die de stad bezat werd ook aan dit museum toegevoegd.

## Galerij

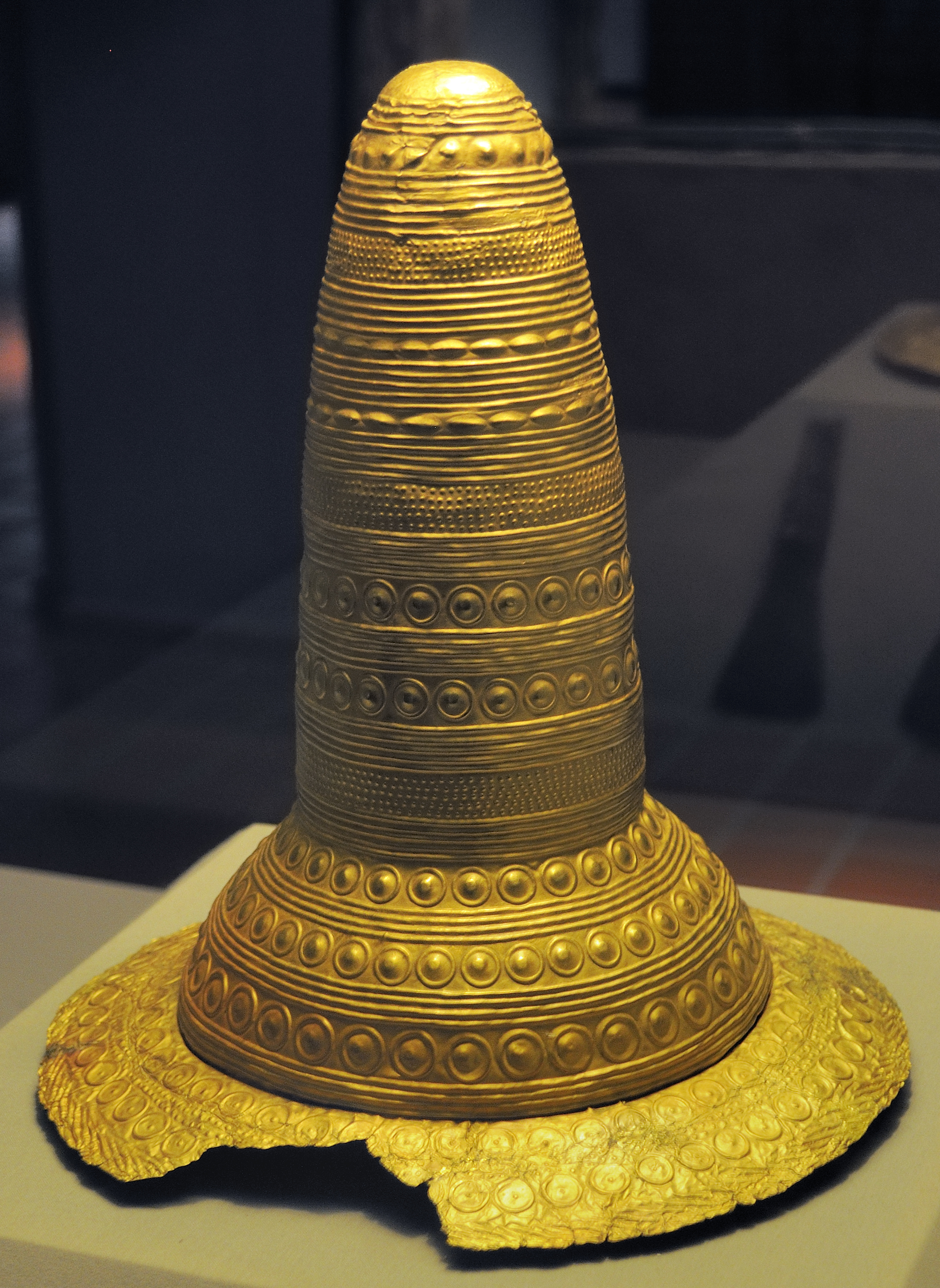
De gouden hoed van Schifferstadt
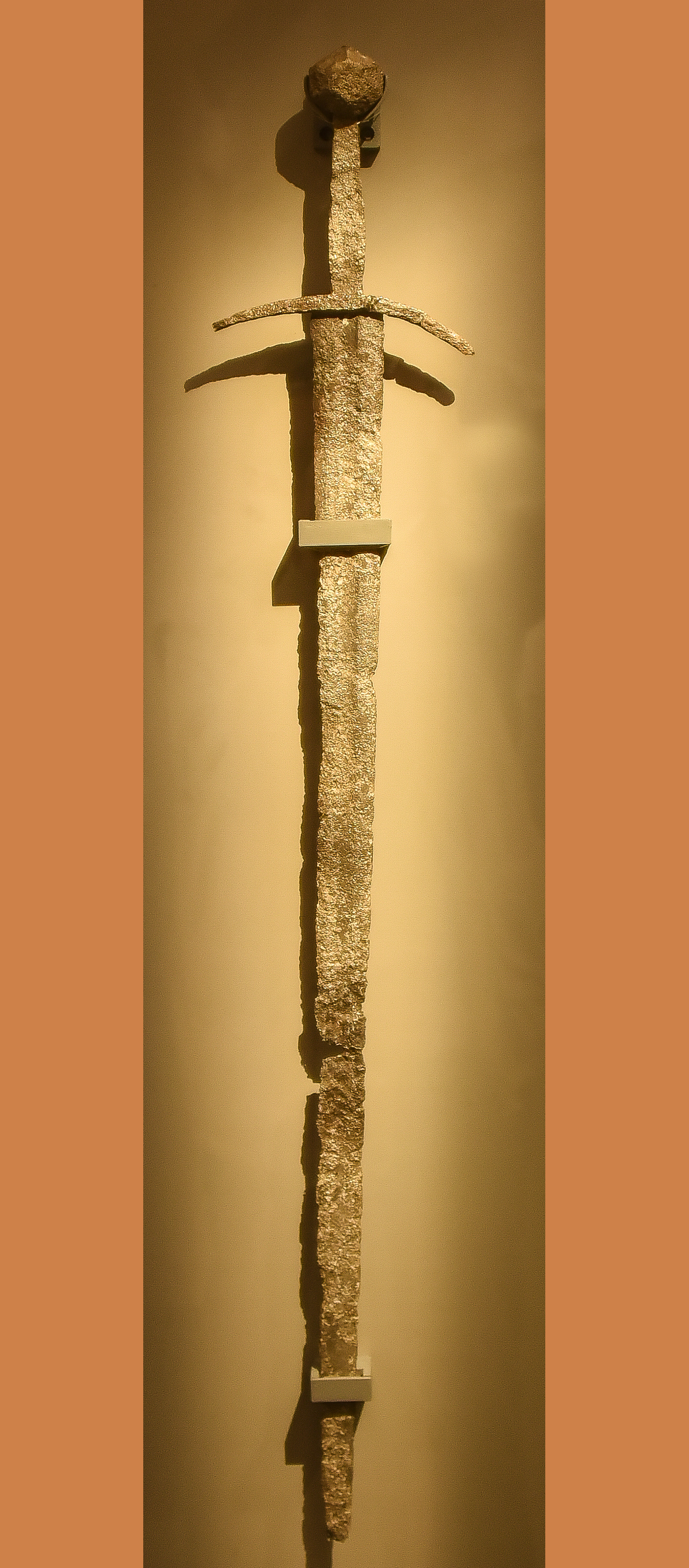
Zwaard van de roomse koning Albrecht I
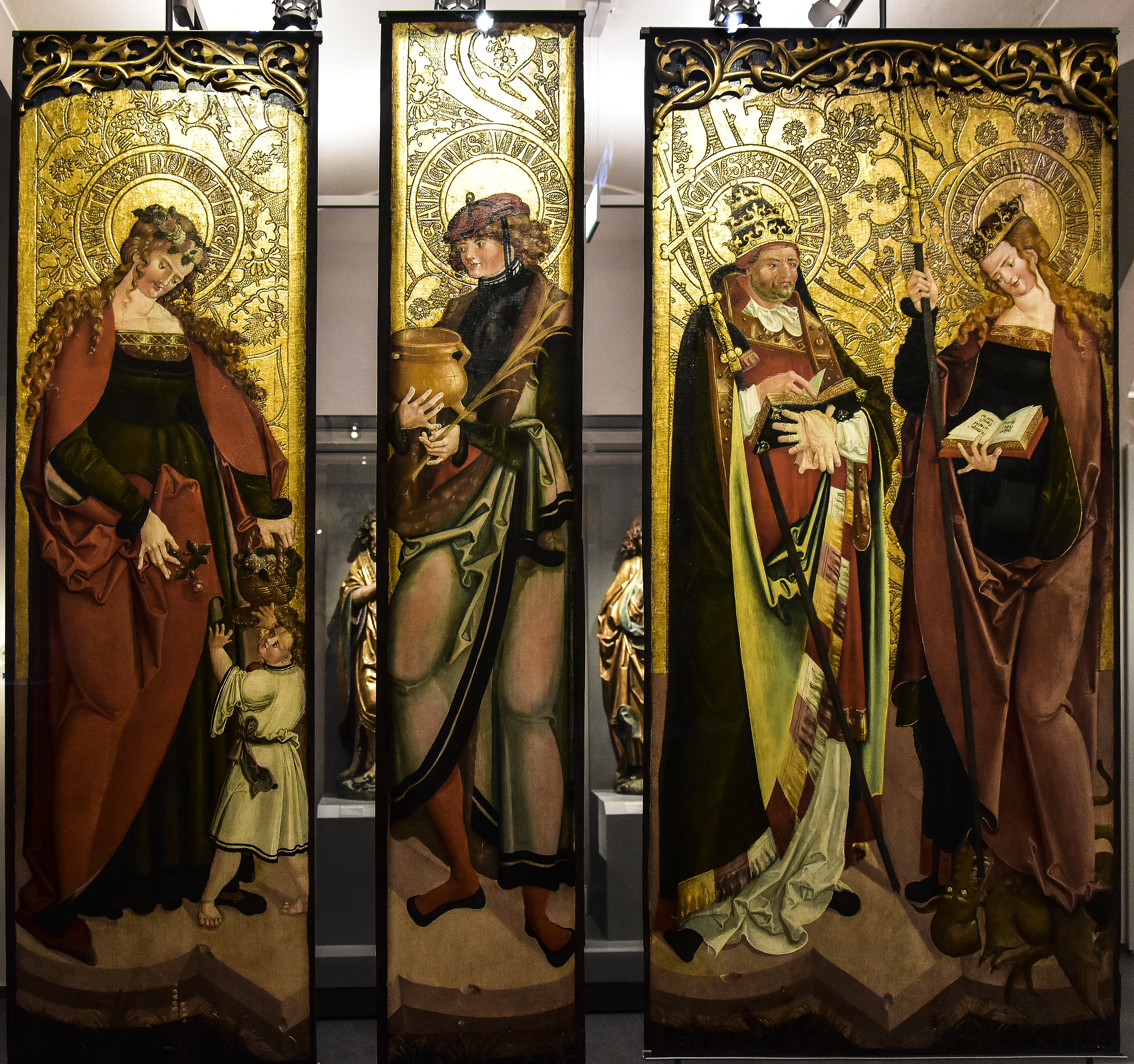
Heilige Martelaren
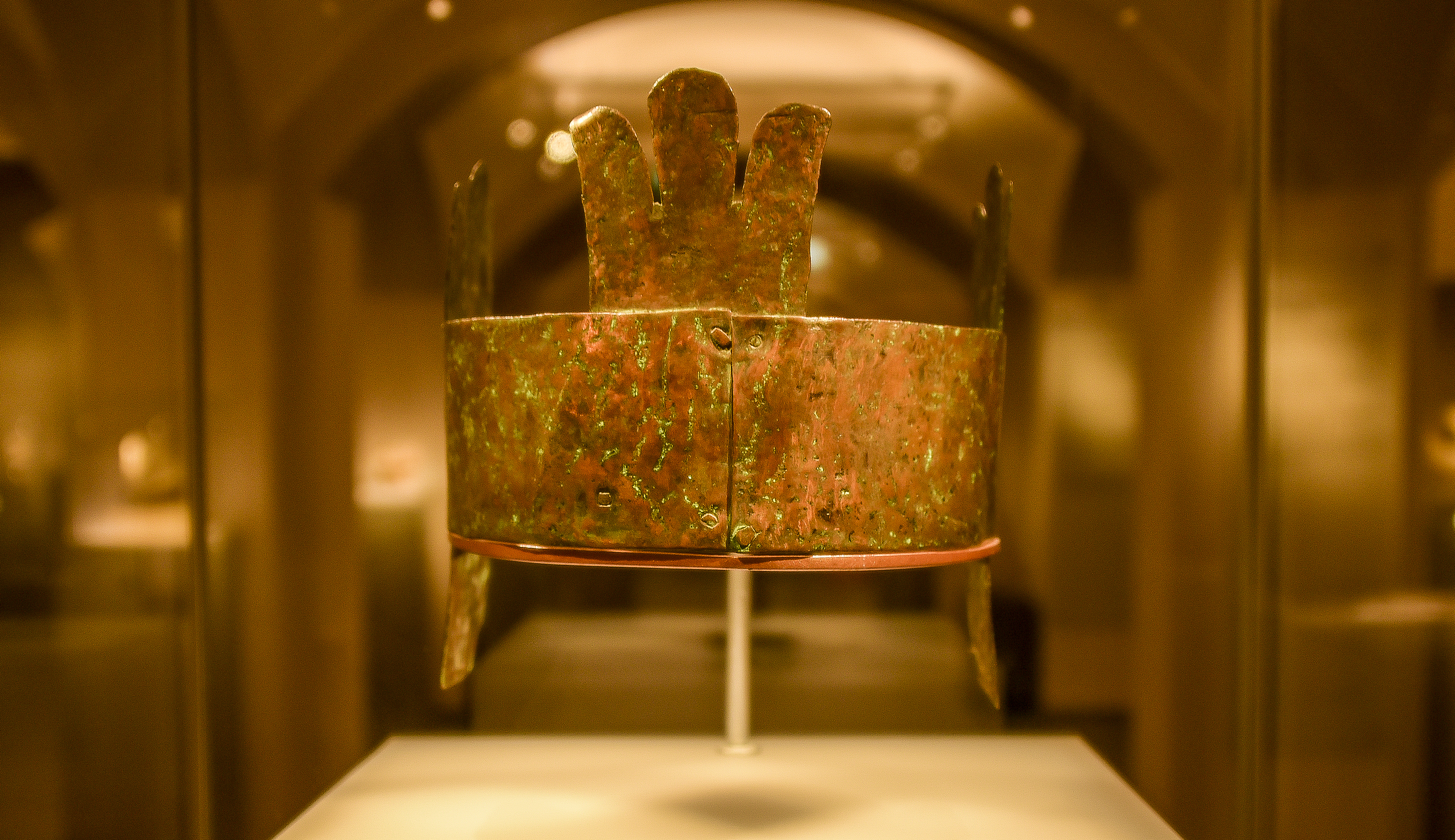
Grafkroon keizer Hendrik III